# Koop
Koop — шведський ейсид-джазовий дует, до складу якого входили Оскар Сімонссон та Магнус Зінгмарк.

## Біографія

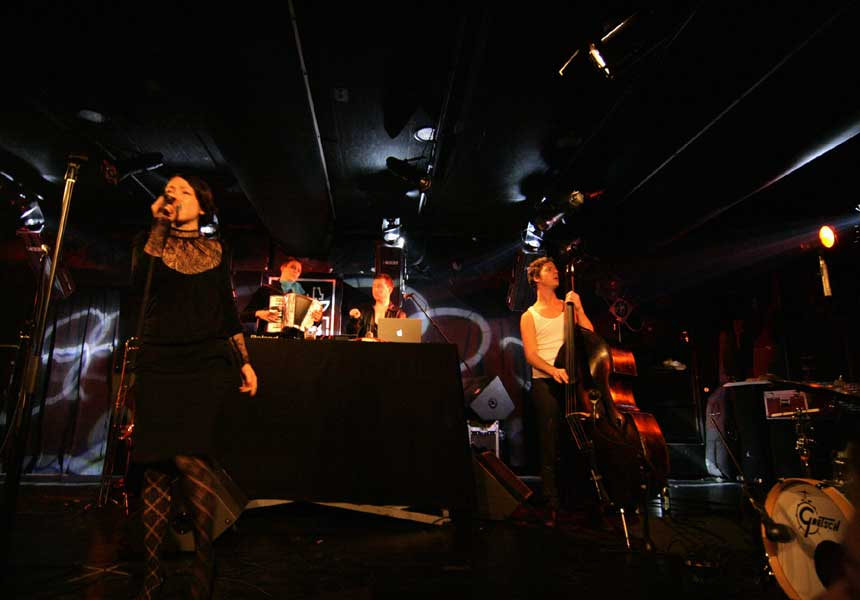
Koop під час виступу у розширеному концертному складі, 2007

Гурт був створений 1995 року в Уппсалі, Швеція. 1997 року випустив свій перший альбом під назвою Sons of Koop. 2001 року гурт випустив другий альбом Waltz for Koop, за який отримав премію Гремміс 2003 року за «Найкращий альбом». 2007 року світ побачив третій студійний альбом дуету Koop Islands, який заробив для хлопців золотий сертифікат за продажі.
Гурт відомий своїм оркестровим звучанням, а вокал для них виконували такі співаки як Ане Брун, Юкімі Нагано, Хільде Луізе Асбйорнсен, Роб Галахер та Мікаель Сундін. 2007 року їх пісня «Koop Island Blues» звучала у відеогрі World in Conflict. Через рік ця ж пісня з'явилась у п'ятій серії телесеріалу «Пуститися берега». 2009 року вона ж фігурувала у відеогрі World in Conflict: Soviet Assault. Того ж року «Koop Island Blues» звучала у американському шоу So You Think You Can Dance. Пісня «Strange Love» також звучала в рекламі «Кока-кола». Тоді ж «Koop Island Blues» використали для відеогри The Saboteur.

## Дискографія
- Sons of Koop, 1997
- Waltz for Koop, 2001
- Koop Islands, 2006
- Coup de Grâce (Best of Koop 1997-2007), 2010